# William Thornton (astronauta)
William Edgar Thornton (Faison, 14 de abril de 1929 - Boerne, 11 de enero de 2021) fue un médico y astronauta estadounidense.

## Biografía
Formado en Física y Medicina y con curso de oficial de la reserva de la Fuerza Aérea de los Estados Unidos, fue seleccionado por la NASA como astronauta-científico en 1967. Actuó como miembro del equipo de apoyo a los astronautas de las misiones Skylab y fue el principal investigador de las experiencias científicas realizadas por este programa espacial en sus áreas.
Durante las primeras misiones del programa del autobús espacial, se dedicó en especial a la investigación del síndrome de adaptación de los humanos en el espacio. Veterano de dos misiones espaciales y con 313 horas en el espacio, su primer vuelo fue en la STS-8 a bordo del Transbordador espacial Challenger, en agosto de 1983, el primer lanzamiento y el primer aterrizaje nocturno del transbordador espacial. 
En abril de 1985 fue por segunda vez a la órbita terrestre, como especialista de misión de la STS-51-B en la Challenger, una misión que transportó el Spacelab con investigaciones de la Agencia Espacial Europea.
Thornton continuó investigando y trabajando en medicina espacial después de sus vuelos, y publicando estudios sobre los efectos de la ingravidez en el cuerpo humano, hasta retirarse de la NASA en mayo de 1994, a los 65 años.
Falleció el 11 de enero de 2021, a los 91 años.